# Pascale Vignaux
Pascale Vignaux (Tolosa, 16 gennaio 1979) è una schermitrice francese.

## Biografia
Nei campionati europei di scherma ha conquistato una medaglia d'oro nella gara di sciabola a squadre a Zalaegerszeg nel 2005.
Si è laureata all'Université Toulouse-Jean-Jaurès e all'HEC Paris.

## Palmarès
In carriera ha conseguito i seguenti risultati:
- Europei di scherma

Bourges 2003: argento nella sciabola a squadre.
Zalaegerszeg 2005: oro nella sciabola a squadre.